# Clarias
Clarias is een geslacht van vissen uit de familie van de kieuwzakmeervallen (Clariidae). Vissen uit dit geslacht kunnen atmosferische lucht ademen en zijn over de gehele wereld verspreid.
Clarias vertegenwoordigt het belangrijkste geslacht in de familie van de kieuwzakmeervallen (Clariidae). Dit geslacht bestaat uit vierenvijftig soorten en is de enige die inheems is in de wateren van Afrika, het Nabije Oosten en Zuidoost-Azië. Aangezien sommige vertegenwoordigers van dit geslacht behoorlijk indrukwekkende afmetingen van meer dan een meter kunnen bereiken, snel groeien, zeer vruchtbaar zijn en ook in grote aantallen voorkomen in wateren met suboptimale zuurstofcondities, zijn ze in veel landen populair als belangrijke leveranciers van vlees en zijn ze van economische waarde en belangrijk voor de visindustrie en de visserij. Zoals de naam al doet vermoeden, zijn leden van het geslacht Clarias allemaal roofvissen die zich voornamelijk voeden met vis. Het platte lichaam van Clarias is bij de meeste soorten gelijkmatig donkergrijs tot zwart of modderig bruin gekleurd. De rugvin is een vingrens die bijna het hele lichaam bedekt zonder een prominente eerste ruggengraat. De borstvinnen daarentegen zijn erg sterk.

## Soorten
De volgende soorten worden onderscheiden:

Geslacht Clarias
- Clarias abbreviatus Valenciennes, 1840
- Clarias agboyiensis Sydenham, 1980
- Clarias albopunctatus Nichols & La Monte, 1953
- Clarias alluaudi Boulenger, 1906
- Clarias anfractus Ng, 1999
- Clarias angolensis Steindachner, 1866
- Clarias anguillaris (Linnaeus, 1758)
- Clarias batrachus (Linnaeus, 1758) – Wandelende meerval
- Clarias batu Lim & Ng, 1999
- Clarias brachysoma Günther, 1864
- Clarias buettikoferi Steindachner, 1894
- Clarias buthupogon Sauvage, 1879
- Clarias camerunensis Lönnberg, 1895
- Clarias cataractus Fowler, 1939
- Clarias cavernicola Trewavas, 1936
- Clarias dayi Hora, 1936
- Clarias dhonti (Boulenger, 1920)
- Clarias dumerilii Steindachner, 1866
- Clarias dussumieri Valenciennes, 1840
- Clarias ebriensis Pellegrin, 1920
- Clarias engelseni (Johnsen, 1926)
- Clarias fuscus (Lacepède, 1803)
- Clarias gabonensis Günther, 1867
- Clarias gariepinus (Burchell, 1822) – Afrikaanse meerval
- Clarias gracilentus Ng, Hong & Tu, 2011
- Clarias hilli Fowler, 1936
- Clarias insolitus Ng, 2003
- Clarias intermedius Teugels, Sudarto & Pouyaud, 2001
- Clarias jaensis Boulenger, 1909
- Clarias kapuasensis Sudarto, Teugels & Pouyaud, 2003
- Clarias laeviceps Gill, 1862
- Clarias lamottei Daget & Planquette, 1967
- Clarias leiacanthus Bleeker, 1851
- Clarias liocephalus Boulenger, 1898
- Clarias longior Boulenger, 1907
- Clarias maclareni Trewavas, 1962
- Clarias macrocephalus Günther, 1864
- Clarias macromystax Günther, 1864
- Clarias magur (Hamilton, 1822)
- Clarias meladerma Bleeker, 1846
- Clarias microspilus Ng & Hadiaty, 2011
- Clarias microstomus Ng, 2001
- Clarias nebulosus Deraniyagala, 1958
- Clarias ngamensis Castelnau, 1861
- Clarias nieuhofii Valenciennes, 1840
- Clarias nigricans Ng, 2003
- Clarias nigromarmoratus Poll, 1967
- Clarias olivaceus Fowler, 1904
- Clarias pachynema Boulenger, 1903
- Clarias planiceps Ng, 1999
- Clarias platycephalus Boulenger, 1902
- Clarias pseudoleiacanthus Sudarto, Teugels & Pouyaud, 2003
- Clarias pseudonieuhofii Sudarto, Teugels & Pouyaud, 2004
- Clarias salae Hubrecht, 1881
- Clarias stappersii Boulenger, 1915
- Clarias submarginatus Peters, 1882
- Clarias sulcatus Ng, 2004
- Clarias teijsmanni Bleeker, 1857
- Clarias theodorae Weber, 1897
- Clarias werneri Boulenger, 1906